# Massacre de Haditha
Le massacre de Haditha fait référence au meurtre de vingt-quatre civils irakiens, hommes, femmes et enfants, par une troupe de marines américains le 19 novembre 2005 à Haditha, une ville de la province irakienne d'Al-Anbar, durant la guerre d'Irak.

## Déroulement
Au moins quinze des victimes étaient des civils non combattants. Il est reconnu que l'attaque a été donnée en riposte à l'explosion d'une mine artisanale sur un convoi américain qui a provoqué la mort d'un caporal.
Un premier communiqué des marines indique que les quinze civils ont été tués par le souffle de la bombe et que huit insurgés ont été tués. Le camp de Ramadi n'avait pas voulu recevoir la plainte du maire et d’une délégation de la ville[citation nécessaire]. Cependant les médias ont rapidement révélé des incohérences dans le décompte effectué par les marines. Un journaliste du Time réclame alors qu'une enquête soit ouverte sur cet incident auprès des plus hautes autorités américaines. Durant la procédure il est reconnu que les forces américaines ont « délibérément tiré sur des civils, incluant femmes et enfants » selon une source anonyme d'un responsable du Pentagone.
Le département de la Défense des États-Unis avait d’abord indiqué qu’ils avaient été tués par le souffle de la bombe, mais une vidéo de Time, tournée le lendemain, montre des impacts de balles sur les murs, laissant penser qu’ils ont été tués par les marines.
Un officier des marines a donné 38 000 dollars aux familles des victimes.
Le jeudi 21 décembre 2006, huit marines ont été inculpés par un tribunal militaire américain pour cette affaire.[réf. nécessaire]

## Conséquences
En mai 2006, le massacre de Haditha apparaît comme plus dommageable pour l'occupation américaine que l'affaire de la prison d'Abou Ghraib. Le groupe terroriste d'Al-Qaïda en Irak utilise la vidéo du massacre pour recruter de nouveaux membres de ses réseaux terroristes.
Désigné comme responsable de la tuerie, le sergent Frank Wuterich est condamné à 90 jours de prison, peine qu'il n'effectue pas. Les habitants de Haditha et les familles des victimes sont attristés.

## Culture populaire
- Le film Battle for Haditha raconte l'histoire du massacre.
- Dans la mini-série XIII : La Conspiration, le capitaine Steve Rowland a participé au massacre, qui a permis son retour au pays pour assassiner le président des États-Unis sur ordre de la Conspiration des XX.